# Angelo Dellacasa
Angelo Dellacasa (Genova, 5 agosto 1896 – Genova, 8 aprile 1973) è stato un calciatore italiano, di ruolo centrocampista o attaccante.
Fu noto anche con il popolare nomignolo di Balletta o come Dellacasa I, per distinguerlo dal fratello Eugenio, Dellacasa II, suo compagno di squadra all'Andrea Doria.

## Carriera
Formatosi calcisticamente nel Genoa, sfiorò con i rossoblu la vittoria dello scudetto in due occasioni, nella Prima Categoria 1912-1913, chiusa dietro la Pro Vercelli, e nella stagione 1913-1914, quando il club genovese si piazzò dietro al solo Casale.
Passò nel campionato 1914-1915 all'Alessandria, dove ottenne il secondo posto del girone B delle semifinali nazionali.
Durante la guerra, che aveva causato l'interruzione dei campionati, partecipò al torneo federale vestendo la maglia della Juventus.
Già nel 1917 tornò a militare con i grifoni, con cui ottenne il terzo ed ultimo posto della classifica finale della Prima Categoria 1919-1920 ed il secondo posto del girone A delle semifinali nazionali della Prima Categoria 1920-1921.
Lasciato definitivamente il Genoa, dal 1921 al 1924 giocò con l'Andrea Doria. In biancoblu ottiene il quinto posto del Girone A della Prima Divisione 1921-1922, il sesto del Girone C della Prima Divisione 1922-1923 e l'ottavo del Girone B della Prima Divisione 1923-1924.
Nella stagione 1924-1925 giocò con la Sampierdarenese, con cui si piazzò al decimo posto e dove chiuse la carriera agonistica.